# 9263 Khariton
9263 Khariton è un asteroide della fascia principale. Scoperto nel 1976, presenta un'orbita caratterizzata da un semiasse maggiore pari a 3,1376774 UA e da un'eccentricità di 0,1877332, inclinata di 2,12847° rispetto all'eclittica.